# Jökulfirðir
Zu den Jökulfirðir (deutsch Gletscherfjorde) werden fünf Fjorde in den Westfjorden von Island zusammengefasst. 
Die Jökulfirðir liegen zwischen Hornstrandir im Norden und dem Ísafjarðardjúp. 
Der Gletscher Drangajökull gibt ihnen den Namen.
Er liegt südlich der Fjorde.
Heute ist das ganze Land um die Fjorde bis auf einige Sommerhäuser nicht mehr bewohnt.
Die letzten Bewohner sind in den 1960er Jahren fortgezogen.
Straßen gibt es hier keine.
Man kann diese Fjorde nur mit dem Boot erreichen. 
Zu den Jökulfirðir gehören:
- Hesteyrarfjörður (dt. Fjord der Pferdesandbank)
- Veiðileysufjörður (dt. Fjord ohne Fischfang)
- Lónafjörður (dt. Lagunenfjord)
- Hrafnsfjörður (dt. Rabenfjord), östlichster Fjord
- Leirufjörður (dt. Lehmfjord), einziger Fjord am Südufer